# Augustus Carp
Augustus Carp, la autobiografía de un hombre realmente bueno es una sátira, originalmente publicada de forma anónima en el Reino Unido en mayo de 1924. El mismo año, la editorial Houghton Mifflin la publicó en Estados Unidos. El autor fue el doctor inglés Sir Henry Howarth Bashford (1880–1961), que fue médico del rey Jorge VI de Inglaterra, y las ilustraciones son de "Robin" (Marjorie Blood).
Augustus Carp está incluida en la lista que publicó el periódico The Guardian con las mil novelas que todos deberíamos leer.

## Sinopsis
Augustus Carp vive con su padre, del mismo nombre, en una casa llamada Mon Repos, pero puesto que el padre siente una "aguda desconfianza de la moral francesa" insiste en pronunciar el nombre de la residencia a la inglesa. Augustus Carp padre es un tirano doméstico que dirige su casa como un déspota y trata a su esposa como si fuera una sirvienta sin sueldo. Augustus Carp hijo hereda el carácter de su padre. Ambos son tremendos glotones y sufren constantemente de indigestión. En lugar de corregir sus hábitos alimenticios, atribuyen su malestar a su extrema "sensibilidad" y pasan muchas tardes postrados con retortijones.
Augustus padre es un asiduo de la iglesia y el joven Carp le acompaña a varias parroquias. Son varias porque los sacerdotes acaban hartándose de las manías de los Carp que, para colmo, llevan a cualquiera a los juzgados a la que se produce la menor desavenencia o algo no les satisface. 
Augustus Carp hijo se comporta del mismo modo en la escuela. En primer lugar pospone su ingreso en el sistema educativo hasta una muy avanzada edad por su "delicada salud", es decir, por sus atracones, y su "sensibilidad". Cuando finalmente se enrola en una escuela, exige que le eximan de estudiar francés "por objeción de conciencia" e intenta congraciarse con sus profesores, de los que imagina que pronto se convertirá en favorito. Pero los maestros no comparten el alto concepto que el joven Carp tiene de sí mismo, a lo que el responde denunciándolos ante el director cada vez que blasfeman y haciéndoles la vida imposible. En consecuencia, pronto se convierte en el estudiante más odiado de la escuela.
Viendo que allí no tiene futuro, Augustus, que por haberse perdido muchos cursos es mucho mayor que sus compañeros de clase, chantajea al director de la escuela para que le encuentre trabajo en una editorial de un hermano suyo, dedicada a la edición de libros religiosos. El editor lo contrata como asistente en una de sus librerías, pero pronto Augustus denuncia al gerente de la librería por sus problemas con el alcohol y se hace con el control del local.
Miembro de diversas ligas contra el alcohol, el tabaco, el teatro y el baile, Augustus Carp se dedica denodadamente a aguar la fiesta a sus semejantes e nombre de la virtud y la moral. Una de sus protestas le conduce frente a la actriz Mary Moonbeam, una encantadora mujer cuya belleza no deja impasible ni al soberbio Augustus, que decide que debe reformar a aquella pecadora personalmente. La señorita Moonbeam le invita a que la reforme a ella y a unos amigos al día siguiente y le promete que después irán juntos a una reunión de la liga contra el alcohol. Durante su cita con la señorita Moonbeam y sus amigos Augustus consume cantidades enormes de una bebida que le definen como "Portugalada" y que, según le dicen, está hecha de frutas. La bebida resulta ser Oporto y cuando llega a la reunión contra el alcohol Augustus está completamente borracho. A la reunión asiste también el editor que le ha contratado que, al verle de ese modo, le despide. La señorita Moonbeam se revela como la hija del gerente de la librería que el propio Augustus hizo despedir tiempo atrás. 
Viéndose sin medios e incapaz por su "sensibilidad" de buscar trabajo, Augustus Carp acepta casarse con la hermana de un amigo, una mujer extremadamente poco agraciada pero de desahogada posición económica. Con el nacimiento de su primogénito, a quien también bautiza como Augustus, concluye la novela.